# Giovanni Abbatelli
Giovanni Abbatelli, barone di Cefalà (seconda metà del XIV secolo – 1453), è stato un nobile, politico e mercante italiano del XV secolo.

## Biografia
Figlio di Dulcio II, nacque presumibilmente nella seconda metà del XIV secolo. Soprannominato Patella, fu attivo come mercante da tradizione di famiglia, ed accumulò notevoli ricchezze attraverso i commerci con Barcellona, Valencia e le Baleari. Abbatelli fu finanziatore del re Martino I di Sicilia, di cui divenne suo uomo di fiducia essendo notato come regio consigliere nel 1416.
Nel 1406, acquistò dal Regio Demanio il castello e la terra di Cefalà, nel Val di Mazara, su cui ottenne il titolo di barone e la conferma reale da parte del Sovrano aragonese il 27 giugno. Divenuto così il primo feudatario della sua stirpe, nel 1408 acquistò la terra di Cammarata e i feudi limitrofi di Pietra d'Amico e Motta Sant'Agata, e dal Re Martino ottenne anche il diritto di riscuotere la metà degli introiti derivanti dalle gabelle di Palermo.
Nel 1414, Abbatelli ricoprì l'incarico di luogotenente del Maestro Razionale del Regno, quest'ultimo ufficio ricoperto da Bernardo Cabrera, conte di Modica. Diverse fonti storiografiche gli attribuiscono altri incarichi istituzionali che avrebbe ricoperto tra il 1433 e il 1449, quali di pretore di Palermo, di maestro secreto, di vicario generale e di presidente del Regno, ma è probabile che buona parte di questi incarichi siano stati in realtà dal suo secondogenito e omonimo figlio, Giovanni. Morì nel 1453.

### Matrimoni e discendenza
Giovanni Abbatelli, I barone di Cefalà, dopo il 1391 contrasse nozze con la nobildonna Eleonora Chiaramonte Ventimiglia, figlia di Manfredi, IX conte di Modica, da cui ebbe la seguente discendenza:
- Federico, I conte di Cammarata († post 1479), che sposò una dama di Casa de Luna, da cui ebbe i figli Giovanna e Giovanni Francesco;
- Giovanni, II barone di Cefalà († 1459), che sposò in prime nozze Maria Talamanca La Grua, figlia di Ubertinello, da cui ebbe tre figli, e in seconde nozze Eulalia La Grua Ventimiglia, figlia di Gilberto, barone di Carini, da cui ebbe un figlio[10];
- Manfredi, III barone di Cefalà, che sposò Aloisia Lombardo, figlia di Nicola, barone di Gibellina, da cui ebbe tre figli;
- Giovanna, che fu moglie di Giovanni Tagliavia, barone di Castelvetrano.